# Alfons Kirchgässner (Schriftsteller)
Alfons Kirchgässner (* 3. April 1909 in Wiesbaden; † 29. November 1993 in Frankfurt am Main) war ein deutscher katholischer Theologe, Hochschuldozent, Widerstandskämpfer gegen den Nationalsozialismus und Schriftsteller. Er schrieb auch unter dem Pseudonym Gaston Richolet.

## Leben
Alfons Kirchgässner wurde am 8. Dezember 1932 in Limburg an der Lahn zum Priester geweiht. Nach der Priesterweihe war er von 1933 bis 1935 in Elz und anschließend bis 1938 am Frankfurter Dom als Kaplan tätig. Regimekritische Artikel in der Frankfurter Katholischen Kirchenzeitung und sein Engagement in der Jugendseelsorge hatten ihn seit 1935 in das Visier der Gestapo geraten lassen. Im November 1938 wurde er zum ersten Mal, 1941 ein weiteres Mal verhaftet. Er trat den Oratorianern bei und lebte von März bis September 1939 im Oratorium Leipzig. Danach wurde er Kaplan an St. Leonhard in Frankfurt. 1942 promovierte er an der Albert-Ludwigs-Universität in Freiburg im Breisgau bei dem Neutestamentler Alfred Wikenhauser mit einer Dissertation zum Thema Der Christ und die Sünde bei Paulus. Von 1943 bis 1945 wirkte er als Jugendpfarrer in Frankfurt, von 1945 bis 1950 dort als Pfarrer an Allerheiligen und von 1950 bis 1956 an St. Bernhard. Während dieser Zeit gründete er die Pfarrei St. Michael, die er  von 1954 bis 1972 leitete und in deren Seelsorge er nach seiner Versetzung in den Ruhestand bis 1984 als Subsidiar tätig blieb.
Zudem war Kirchgässner lange Jahre kirchlicher Beauftragter beim Hessischen Rundfunk und gehörte zu den Sprechern des Worts zum Sonntag. An der Hochschule für Musik und Darstellende Kunst Frankfurt am Main war er als Dozent für die Ausbildung von Kirchenmusikern tätig. Durch seine Initiative entstand 1956 das Oratorium Frankfurt.
Überregional bekannt wurde er durch das 1949 im Verlag Herder erschienene Jugendbuch Kreuz über Mexiko – Erlebnisse und Taten des Miguel Torquemada, einem im Mexiko des Jahres 1926 spielenden parabolischen Abenteuerroman auf das Dritte Reich, an dem er seit 1942 gearbeitet und den er während der NS-Diktatur nach seinen Predigten kapitelweise an die Gemeindemitglieder verteilt hatte. Der Roman handelt von der Verfolgung der katholischen Kirche nach der Mexikanischen Revolution 1910. Er wurde in den 1950er und frühen 1960er Jahren ein Bestseller mit insgesamt 13 Auflagen.
Sein Wissen über Mexiko, das er selbst erst in den 1960er Jahren im bischöflichen Missionsauftrag besuchte, bezog er aus der Reiseliteratur. Seine persönlichen Erlebnisse stellte er 1963 in Im katholischen Kontinent – Notizen einer Reise durch Lateinamerika und 1964 in Städte – Inseln – Kontinente. Reisetagebücher 1931 bis 1963 sowohl aus pastoraler als auch als sozioökonomischer Perspektive dar.
Als Theologe galt sein Wirken vor allem der Liturgie und deren praxisgerechter Erneuerung. Konform zu den Beschlüssen des Zweiten Vatikanischen Konzils, aber auch in konstruktiv kritischer Distanz zu ihnen, suchte er die Ökumene in der Kirche zu verwirklichen. Neben Karl Lehmann und Walter Kasper gehörte er zu den prominentesten Autoren der programmatischen Schrift Christen wollen das eigene Abendmahl (Mainz 1971).

## Ehrungen
Am 8. Mai 1992 wurde ihm die Johanna-Kirchner-Medaille verliehen, mit der die Stadt Frankfurt die Leistungen von Bürgern im Widerstand gegen die nationalsozialistische Diktatur würdigte.

## Werke
- Zehn Briefe über das Gebet. St. Michael Verlag, München 1946.
- Pfarrgemeinde und Pfarrgottesdienst: Beiträge zu Fragen der ordentlichen Seelsorge. Verlag Herder, Freiburg i. Br. 1948.
- Kreuz über Mexiko – Erlebnisse und Taten des Miguel Torquemada. Verlag Herder, Freiburg i. Br. 1949.
- Erlösung und Sünde im Neuen Testament. Verlag Herder, Freiburg i.Br. 1950.
- Geistliche Glossen, Folge 1. Verlag Josef Knecht, Frankfurt am Main 1953.
- Das unaufhörliche Gespräch. Aus einem geistlichen Tagebuch. Verlag Josef Knecht, Frankfurt am Main 1954.
- Kleine Jakobsleiter, Geistliche Glossen, Folge 2. Verlag Josef Knecht, Frankfurt am Main 1955.
- Le dialoque ininterrompu – Pages d'un journal spirituel. Descl'ee de Brouwer, Paris 1956.
- Offene Fenster –  Geistliche Glossen, Folge 3. Verlag Josef Knecht, Frankfurt am Main 1957.
- Geistliches Wörterbüchlein. Verlag Josef Knecht, Frankfurt am Main 1958.
- Heilige Zeichen der Kirche. Pattloch Verlag, 1959.
- Die mächtigen Zeichen: Ursprünge, Formen und Gesetze des Kultes. Verlag Herder, Freiburg i. Br. 1959.
- Buße als Lebenselement des Christen. Verlag Edel 1959.
- Unser Gottesdienst – Überlegungen und Anregungen. Ein Werkbuch. Verlag Herder, Freiburg i. Br. 1960.
- Kalenderblätter, Geistliche Glossen, Folge 4. Verlag Josef Knecht, Frankfurt am Main 1961.
- Auf der Waage des Glaubens. Über Liturgie, heilige Schrift, christliches Leben. Verlag Josef Knecht, Frankfurt am Main 1962.
- Unto the Altar – The Practice of Catholic Worship. Verlag Herder, Freiburg i. Br. 1963.
- Im katholischen Kontinent – Notizen von einer Reise durch Lateinamerika. Verlag Josef Knecht, Frankfurt am Main 1963.
- Städte, Inseln, Kontinente. Reisetagebücher 1931–1963. Verlag Josef Knecht, Frankfurt am Main 1964.
- Gottes Geist in der Liturgie. Pattloch Verlag, Aschaffenburg 1964.
- Der Mensch im Gottesdienst. Verlag Ara Sacra, München 1966.
- Indizien – Geistliche Glossen, Folge 5. Verlag Josef Knecht, Frankfurt am Main 1966
- Unmündige Christen? Enzyklika „Humanae vitae“: Gehorsamspflicht oder Gewissensentscheidung. Lahn Verlag, Kevelaer 1968, ISBN 3-7840-0520-9.
- Schwierigkeiten mit der Kirche. Fragen an die kommende Synode. Lahn-Verlag, Limburg 1959.
- Diagonalen. Verlag Josef Knecht, Frankfurt am Main 1970.
- Interkommunion in Diskussion und Praxis. Eine Dokumentation. Patmos Verlag, Düsseldorf 1971.
- Gespräche mit einem Zweifler. Verlag Josef Knecht, Frankfurt am Main 1974, ISBN 3-7820-0307-1.
- Geschichte der Kulten und Riten. Area Verlag, Erftstadt 2005, ISBN 3-89996-451-9.

Unter dem Pseudonym „Gaston Richolet“:
- Kostümprobe mit einem Heiligen: Variationen über ein geistliches Thema. Echter Verlag, Würzburg 1963
- Kirche deine Heiligen – Ein nicht nur heiterer Almanach.  Echter Verlag, Würzburg 1970
- Der Heilige und die Nonne. Spiel mit einem Goethe-Text. Echter Verlag, Würzburg 1982